# Этинилэстрадиол/этоногестрел
Этинилэстрадиол/этоногестрел, выпускаемый под торговым наименованием «НоваРинг» (англ. NuvaRing) и другими, — интравагинальный контрацептив, вагинальное кольцо с комбинацией эстрогена и гестагена. «НоваРинг» выпускает фармкомпания Merck (ранее Schering-Plough, ранее Organon). Зарегистрирован как лекарственное средство в 2001 году.

## Состав и форма выпуска
Гибкое кольцо из гипоаллергенного этинилвинилацетата вводится во влагалище и ежедневно высвобождает 15 мкг этинилэстрадиола и 120 мкг этоногестрела (первичный активный метаболит высокоселективного прогестагена дезогестрела) в течение 21 дня с перерывом в 7 дней.
Влагалищный путь введения гормонов обеспечивает стабильный гормональный фон без пиков и падений в течение дня, что даёт более регулярный цикл с меньшим количеством межменструальных выделений, по сравнению даже с таблетками, содержащими 15 мкг этинилэстрадиола. Влагалищный путь введения обеспечивает конфиденциальность метода.
- этоногестрел 11,7 мг
- этинилэстрадиол 2,7 мг
- другие ингредиенты: этилена винилацетата сополимер (28 % — винилацетат); этилена винилацетата сополимер (9 % — винилацетат); магния стеарат; вода очищенная.

## Механизм действия
Как и все комбинированные гормональные контрацептивы, NuvaRing работает в основном путём предотвращения овуляции. В профинасированных производителем исследованиях, опубликованных до 2004 года, также утверждалось, что «НоваРинг» способствует сгущению слизи и следовательно снижает риск возникновения инфекционных заболеваний.

## Побочные эффекты
Наиболее частыми побочными эффектами были: головная боль (6,6 %), тошнота (2,8 %), вагинит (0,6 %) и набор веса (4,9 %). В инструкции к кольцу описаны все возможные побочные эффекты.
В исследовании было показано, что возможно применение вагинальных колец повышает риск тромбоза вен в 6,5 раз по сравнению с теми, кто не пользуется гормональными средствами контрацепции и в 1,9 раз по сравнению с женщинами, применяющими пероральные гормональные контрацептивы.

## Противопоказания
Противопоказания к применению НоваРинга аналогичны противопоказаниям для других комбинированных оральных контрацептивов:
- Тромбоз в настоящее время и в анамнезе
- Тяжёлые заболевания печени
- Мигрень, сопровождающаяся очаговой неврологической симптоматикой
- Гормонзависимая опухоль или подозрение на неё
- Аллергия к любому из компонентов препарата
- Влагалищные кровотечения неясной этиологии
- Опущение половых органов